# Jakob Weidendorfer
Jakob Weidendorfer (* 11. März 1914 in Unsernherrn; † 20. April 1998 in Eichstätt) war ein deutscher Geistlicher, Domkapitular und Caritasdirektor des Bistums Eichstätt.

## Leben
Er besuchte in Eichstätt das Humanistische Gymnasium, wo er 1934 das Abitur erlangte. Anschließend studierte er an der Bischöflichen Philosophisch-theologischen Hochschule Eichstätt Philosophie und Theologie. Am 29. Juni 1939 empfing er in Eichstätt die Priesterweihe und wurde am 16. Juli 1939 Aushilfspriester in Mitteleschenbach. Am 16. November 1939 erfolgte die Ernennung zum Pfarrprovisor. Ab 1. Januar 1940 war er Präfekt am Canisiuskonvikt in Ingolstadt. Am 1. Juni 1941 wurde er 2. Kooperator der dortigen Pfarrei St. Joseph. Ab 1. Dezember 1946 wirkte er als Subregens am Bischöflichen Seminar Collegium Willibaldinum. Am 1. September 1950 wurde er Direktor des Bischöflichen Knabenseminars Eichstätt und unterrichtete nebenamtlich katholische Religionslehre am Humanistischen Gymnasium Eichstätt.
Am 1. September 1961 wurde er zum Domvikar ernannte und wirkte  bis 1986, also 25 Jahre lang, als Caritasdirektor der Diözese Eichstätt. Am 1. Dezember 1967 wurde er zum Domkapitular ernannt und am 4. Dezember 1967 instituiert. Er war auch Sekretär des Eichstätter Domkapitels. Am 31. März 1986 wurde er emeritiert.
1979 erhielt er den Bayerischen Verdienstorden und die Eichstätter Bürgermedaille. Darüber hinaus wurde er mit dem Goldenen Ehrenzeichen und dem Silbernen Brotteller des Deutschen Caritasverbandes geehrt. Der Rheinisch-Westfälische Malteser-Ritterorden zeichnete ihn mit dem Magistralkaplan-Kreuz aus und der Malteser-Hilfsdienst mit der Goldenen Verdienstmedaille.
Im Dezember 1947 trat er der CV-Verbindung Aureata zu Eichstätt bei und wirkte 1958 bei der Gründung der KDStV Alcimonia Eichstätt mit.
Im Ingolstädter Baugebiet „Unsernherrn-Nord“ ist die Weidendorferstraße nach ihm benannt.